# Ugljen-monoksid dehidrogenaza (citohrom b-561)
Ugljen-monoksid dehidrogenaza (citohrom b-561) (EC 1.2.2.4, karbon monoksidna oksidaza, karbon monoksidna oksigenaza (citohrom b-561), karbon monoksid:metilnsko plavo oksidoreduktaza, CO dehidrogenaza, karbon-monoksidna dehidrogenaza) je enzim sa sistematskim imenom karbon monoksid, voda:citohrom b-561 oksidoreduktaza. Ovaj enzim katalizuje sledeću hemijsku reakciju
2O + 2 fericitohrom b-561 {\displaystyle \rightleftharpoons } 2 + 2 + + 2 ferocitohrom b-561
Ovaj enzim sadrži molibdopterin citozin dinukleotid, FAD i []-klustere. Kiseonik, metilensko plavo I jodonitrotetrazolijum hlorid mogu da deluju kao nefiziološki elektronski akceptori.

## Literatura
- Nicholas C. Price; Lewis Stevens (1999). Fundamentals of Enzymology: The Cell and Molecular Biology of Catalytic Proteins (Third изд.). USA: Oxford University Press. ISBN 019850229X.
- Eric J. Toone (2006). Advances in Enzymology and Related Areas of Molecular Biology, Protein Evolution (Volume 75 изд.). Wiley-Interscience. ISBN 0471205036.
- Branden C; Tooze J. Introduction to Protein Structure. New York, NY: Garland Publishing. ISBN 0-8153-2305-0.
- Irwin H. Segel. Enzyme Kinetics: Behavior and Analysis of Rapid Equilibrium and Steady-State Enzyme Systems (Book 44 изд.). Wiley Classics Library. ISBN 0471303097.

## Spoljašnje veze
- Carbon-monoxide+dehydrogenase+(cytochrome+b-561) на 